# Pseudotuerta argyrochlora
Pseudotuerta argyrochlora is een vlinder van de familie van de uilen (Noctuidae). De wetenschappelijke naam van deze soort is voor het eerst voorgesteld als Tuerta argyrochlora door Robert Herbert Carcasson in een publicatie uit 1964.
De soort komt voor in Congo-Kinshasa, Oeganda en Rwanda.